# Канзас Джо Маккой
Уилбур (Канзас Джо) Маккой (англ. Wilbur «Kansas Joe» McCoy; 11 мая 1905, Реймонд, штат Миссисипи, США — 28 января 1950, Чикаго, штат Иллинойс, США) — американский блюзмен, певец и автор-исполнитель.

## Карьера
Маккой исполнял музыку под различными сценическими псевдонимами, но наиболее известен как Канзас Джо Маккой. Он родился в Реймонде, штат Миссисипи, и был старшим братом блюзового аккомпаниатора «Папы» Чарли Маккоя. В юности Маккой начал выступать на музыкальную сцене Мемфиса, штат Теннесси, где он играл на гитаре и пел. В 1920-е годы Маккой сформировал дует своей будущей женой — гитаристкой Лиззи Дуглас, более известной как Мемфис Минни. В 1930-м году они записали песню «Bumble Bee» для лейбла Columbia Records, которая стала хитом. В том же году пара переехала в Чикаго, где они стали важной частью растущей блюзовой сцены. После развода с Минни, Маккой сформировал со своим братом группу Harlem Hamfats, которая выступала и записывалась во второй половине 1930-х годов.
В 1936 году Harlem Hamfats выпустили песню «The Weed Smoker’s Dream». Позже Маккой усовершенствовал мелодию, изменил текст и переименовал её в «Why Don't You Do Right?» — для блюзовой певицы Лил Грин, которая записала её в 1941 году. Год спустя свои кавер-версии композиции выпустили музыкант Бенни Гудманом, а также джазовая исполнительница Пегги Ли, добившись с ней первого крупного хита в своей карьере. Впоследствии «Why Don't You Do Right?» стала джазовым стандартом и по прошествие лет остаётся одной из самых известных композицией в дискографии Маккоя.
В начале Второй мировой войны Чарли Маккой поступил на военную службу, однако Джо Маккой был признан негодным из-за болезни сердца. Он создал группу Big Joe and his Rhythm, которая выступала в течение большей части 1940-х годов. Помимо Маккоя, в её состав входили Роберт Найтхок на (губная гармоника) и его брат Чарли (мандолина), после того как вернулся с фронта.

## Смерть и наследие
Маккой умер от болезни сердца в Чикаго в 1950 году, в возрасте 44 лет, всего за несколько месяцев до смерти Чарли. Они оба похоронены на кладбище Рествейл, в Алсипе, штат Иллинойс.
В 1971 году гитарист Led Zeppelin Джимми Пейдж переделал композицию «When the Levee Breaks» дуэта McCoy and Memphis Minnie, которая имелась в музыкальной коллекции вокалиста Роберта Планта, в «гиганта наркотического блюз-рока» — как её впоследствии описал журналист Джон Хоттен. Группа довольно радикально обновила музыку, при этом оставив большую часть оригинального текста, в частности добавив мощные ударные, которые стали самым семплированным барабанным саундом всех времён (этот бит часто использовался хаус-диджеями, а также был популярен у рэп-исполнителей и авторов танцевальной музыки). Песня была выпущена на альбома Led Zeppelin IV с указанием Мемфис Минни в качестве соавтора.
Помимо этого, песни за авторством Маккоя были записаны Бобом Диланом, Джоном Мелленкампом, Эллой Фитцджеральд, Джо Энн Келли, Клео Лэйн, а также группами The Ink Spots и A Perfect Circle.

## Псевдоним
Маккой также выступал и записывался под именами «Билл Уизерс» (Bill Wither), «Джорджиа Пайн Бой» (Georgia Pine Boy), «Аллилуйя Джо» (Hallelujah Joe), «Миссисипи Маддер» (The Mississippi Mudder), а также Big Joe McCoy and His Washboard Band. Кроме того, он использовал псевдонимы «Хэмфут Хэм» (Hamfoot Ham), «Деревенский пахарь» (Hillbilly Plowboy) и «Грязный мазила Джо» (Mud Dauber Joe).

## Посмертное признание
Как и многие блюзовые музыканты его эпохи, могила Джо Маккоя изначально была безымянной. В октябре 2010 года состоялся трибьют-концерт, посвящённый музыке Джо и его брата, собранные средства от которого пошли на покупку надгробий для каждого из них; надгробия были установлены 31 мая 2011 года.